# 1899 en sport automobile
Chronologie du Sport automobile
1898 en sport automobile - 1899 en sport automobile - 1900 en sport automobile
Les faits marquants de l'année 1899 en Sport automobile

## Par mois

### Janvier
- 17 janvier :
  - (Automobile) : à Achères (Yvelines), Camille Jenatzy atteint la vitesse de 66.66 km/h. Record de vitesse terrestre.
  - (Automobile) : le record de Camille Jenatzy est immédiatement battu par Gaston de Chasseloup-Laubat à 70.31 km/h. Record de vitesse terrestre.
- 27 janvier : à Achères, Camille Jenatzy établit un nouveau record de vitesse terrestre : 80.35 km/h.

### Mars
- 4 mars : à Achères, Gaston de Chasseloup-Laubat établit un nouveau record de vitesse terrestre : 92,78 km/h.
- 21 mars : course automobile Nice-La Castellane-Nice. Georges Lemaître s’impose sur une Peugeot. (19 participants).

### Avril
- 6 avril : course automobile Pau-Bayonne-Pau. Georges Lemaitre s’impose sur une Peugeot. (7 concurrents).
- 28 avril : course automobile en Italie entre Limone, Cuneo et Turin réservée aux pilotes français (8 concurrents). De Gras s’impose sur une Peugeot.
- 29 avril : à Achères, Camille Jenatzy établit un nouveau record de vitesse terrestre sur la Jamais Contente : 105,88 km/h, premier record au-dessus de 100 km/h.
- 30 avril : course automobile en Italie entre Turin, Pinerolo, Avigliana et Turin (20 concurrents). De Gras s’impose sur une Peugeot.

### Mai
- 1er mai : le Belge Camille Jenatzy franchit en automobile la barrière des 100 km/h à Achères sur un véhicule électrique, la « Jamais Contente ».
- 8 mai : course automobile italienne à Reggio d'Émilie (85 km, six concurrents). Le Français Paul Chauchard s’impose sur une Panhard.
- 22 mai : course automobile italienne entre Bologne, Malabergo et Bologne (80 km, douze concurrents). Le Français Émile Laporte s’impose sur une Orio-Marchand.

- 24 mai : dans la course automobile Paris-Bordeaux, le pilote Fernand Charron s’impose sur une Panhard (27 voitures et 37 motos au départ).

### Juin
- 19 juin : course automobile italienne Padua-Bassano-Padua (175 km). Ettore Bugatti s’impose sur une Prinetti-Stucchi.

### Juillet
- 16 - 24 juillet : premier Tour de France automobile sur 2.500 km. René de Knyff s’impose sur une Panhard. 19 voitures au départ, 9 à l’arrivée. 25 motos prennent également part à l’épreuve qui compte 7 étapes.
- 30 juillet : course automobile Paris-Saint-Malo (372 km). Antony s’impose sur une Mors. 13 voitures, 12 voiturettes et 64 motos au départ.

### Août
- 27 août : course automobile Paris-Trouville. Antony s’impose sur une Mors.

### Septembre
- 1er septembre : course automobile Paris-Ostende. Léonce Girardot s’impose sur une Panhard.
- 10 septembre : course automobile italienne de Brescia Sprint (6 km). Toussaint s’impose sur une Mors.
- 11 septembre : course automobile italienne de Brescia-Mantoue-Brescia (223 km). Giuseppe Alberti s’impose sur une Mors.
- 17 septembre : course automobile Paris-Boulogne-sur-Mer (232 km). Léonce Girardot s’impose sur une Panhard.
- 20 septembre : course automobile italienne entre Bergame, Crema et Bergame (92 km). Camillo Martinoni s’impose sur une Prinetti-Stucchi.

### Octobre
- 1er octobre : course automobile Bordeaux-Biarritz (232 km). Alfred Levegh s’impose sur une Mors.
- 29 octobre : course automobile Italienne de Treviso Sprint (3 km). Agostino Tozzi s’impose sur une Bollée.

## Naissances
- 23 janvier : Glen Kidston, pilote automobile et aviateur britannique, l'un des Bentley Boys. († 5 mai 1931).
- 16 avril : Louis Gérard, pilotes de course automobile français. († 10 mai 2000).
- 3 août : Louis Chiron, pilote automobile monégasque. († 22 juin 1979).